# Helle Helle
Helle Helle, geboren als Helle Olsen (Nakskov, 14 december 1965), is een Deense schrijfster. Ze wordt als een van de grootste nieuwe literaire auteurs van Denemarken beschouwd. Helle heeft verschillende beurzen gewonnen. Ze wordt geroemd om haar gedetailleerde manier van schrijven en het beschrijven van alledaagse situaties.
Voordat ze in 1993 debuteerde met de roman Eksempel på Liv ("Voorbeeld van Leven") schreef ze al gedichten en novelles voor kranten en tijdschriften. Haar eerste publicatie was de novelle Et blommetræ ("Een pruimenboom") die in 1987 onder het pseudoniem Helle Krogh Hansen in de krant Information verscheen. Sinds 1993 heeft ze verschillende romans en bundels met verhalen uitgebracht. Op 24 januari 2012 ontving ze De Gyldne Laurbær voor haar laatste werk: Dette burde skrives i nutid.